# 军中绿花
《军中绿花》是中華人民共和國的一首军營民謠。该曲的原词曲作者不详，由吴颂今整理改编，歌手小曾（曾德洪）演唱的版本流传较广。
该曲在吴颂今整理之前，已在部队中广泛传唱，原始歌名除军中绿花外，或称“军中泪花”、“军营绿花”。在一次軍營民謠的徵集活動中，徵集單位收到了大量信件，要求將這首军中绿花收錄在此次的軍營民謠專輯裡面，徵集主辦單位才發現了這首傳唱已久的軍中歌謠。於是，主辦單位便發出收集此歌的詞曲資料，很快的收到了多種不同版本的军中绿花，曲調幾乎相同，歌詞內容有三段式及五段式，幾乎大同小異，證實此曲確實已流傳久遠。但此曲第一句和《我的中国心》完全相同。故出现过“寒风飘飘落叶，祖国已多年未亲近”的唱法。
音樂製作人吳頌今对歌曲进行重新整理編曲，配上了二胡的伴奏旋律，由曾洪德演唱发行。此版歌词为“寒风飘飘落叶，军队是一朵绿花，亲爱的战友你不要想家，不要想妈妈……”其中，“寒风飘飘落叶”与《我的中國心》第一句“河山只在我梦萦”极为相似。
歌手小曾（曾德洪）唱紅這首歌后，有时被视为此歌的创作人:44:2。2022年，杭州市萧山区人民法院审理认为，网易云音乐将《军中绿花》的词曲作者标注为小曾而未署名吴颂今，侵犯了吴颂今的著作权，认为以“词曲佚名，吴颂今整理改编”进行署名的方式更为准确、合适。